# Kanton Les Riceys
Kanton Les Riceys (fr. Canton des Riceys) je francouzský kanton v departementu Aube v regionu Grand Est. Tvoří ho 57 obcí. Před reformou kantonů 2014 ho tvořilo 7 obcí.

## Obce kantonu
od roku 2015:
| - Arrelles - Assenay - Avirey-Lingey - Avreuil - Bagneux-la-Fosse - Balnot-la-Grange - Balnot-sur-Laignes - Bernon - Les Bordes-Aumont - Bouilly - Bragelogne-Beauvoir - Channes - Chaource - Chaserey - Chesley - Cormost - Coussegrey - Crésantignes - Cussangy | - Étourvy - Fays-la-Chapelle - Les Granges - Javernant - Jeugny - Lagesse - Laines-aux-Bois - Lantages - Lignières - Lirey - La Loge-Pomblin - Les Loges-Margueron - Longeville-sur-Mogne - Machy - Maisons-les-Chaource - Maupas - Metz-Robert - Montceaux-les-Vaudes - Pargues | - Praslin - Prusy - Les Riceys - Roncenay - Saint-Jean-de-Bonneval - Saint-Pouange - Sommeval - Souligny - Turgy - Vallieres - Vanlay - La Vendue-Mignot - Villemereuil - Villery - Villiers-le-Bois - Villiers-sous-Praslin - Villy-le-Bois - Villy-le-Maréchal - Vougrey |

před rokem 2015:
- Arrelles
- Avirey-Lingey
- Bagneux-la-Fosse
- Balnot-sur-Laignes
- Bragelogne-Beauvoir
- Channes
- Les Riceys